# Mikko Koskinen
Mikko Koskinen (Vantaa, 18 luglio 1988) è un ex hockeista su ghiaccio finlandese.

## Palmarès

### Mondiali
- 2 medaglie:
  - 2 argenti (Bielorussia 2014; Russia 2016)